# YU-YA
YU-YA（ユーヤ、1990年9月1日 - ）は、日本のアーティスト、ダンサー、モデル、振付師である。本名は大柳豆 勇也（おやいず ゆうや）。ブレイクダンス界のワールドカップと言われるBATTLE OF THE YEAR WORLD FINAL 2015 にて日本人初の世界チャンピオンに輝き、2016年にも優勝と2連覇を達成している。

## 略歴
- 2003年の終わりごろから地元・浜松市でダンスを始める。

- 2007年、dance attack東日本予選で初の優勝。その後、数々のタイトルをとり、2012年にはUK B-BOY CHAMPIONSHIP solo battleで優勝し、日本代表の座を勝ち取った。同年の G-SHOCK WORLD TOUR 大阪大会で優勝し脚光を浴びる。

- 2013年、「THE FLOORRIORZ」に正式に加入し、UK b-boy championshipとBATTLE OF THE YEAR で二大大会を優勝。日本代表となり、WORLD FINAL では UK bboy championship で second place。BATTLE OF THE YEAR ではベスト4と Best Show に輝き、Show 部門では世界タイトルを獲得した。

- 2015年、ダンス界のワールドカップと言われる BATTLE OF THE YEAR WORLD FINAL にて、20年間1度も日本人が優勝を果たせなかった中、初の優勝という快挙を成し遂げる。

- 2016年、ディフェンディングチャンピオンとして参戦した BATTLE OF THE YEAR WORLD FINAL で2連覇を達成し、その後、活動の主軸をアーティスト活動に移し、劇団EXILE松組旗揚げ公演である「刀舞鬼」に出演し、演技とダンスの融合を果たした。三代目J Soul Brothers 「Welcome to Tokyo」PV にてバックダンサーキャスティングと出演を担当した。

- 2017年、三代目J Soul Brothers「METROPOLIZ」5大ドームツアーをパフォーマーとして出演しPlayStation 4『destiny2』の主人公のハンター役、そして舞台『TOKYO TRIBE』ではオロチ役と、振り付け構成を担当した。

- 2018年、スポーツファッションストア「ROOKIE U.S.A.：ルーキーユーエスエー」にて総合演出・振付を担当し、「OCEAN TOKYOヘアショーin日本武道館」ではダンサーとモデル出演を果たす。

- 2019年、「ABCマート adidas TVCM」や「マクドナルドTVCM ハワイバージョン」では初のCM出演、また「日テレ ウチのガヤがすみません！」では、綾野剛の「イチオシ！ブレイクダンス世界No.1」として初のTV番組に出演した。

- 2020年、THE KEBABSの「猿でもできる」のミュージックビデオに出演した。

## 経歴
- Dance Attack 東日本大会 優勝
- B-BOY PARK in Tokyo 優勝
- BATTLE CITY in Yokohama 2連覇
- UK B-BOY CHAMPION SHIP 中部予選 3連覇
- B-BOY 商店街 優勝
- G-SHOCK WORLD TOUR 2012 in OSAKA 優勝
- floor warriorz in LA 優勝
- UK b-boy championship Japan final solo 優勝
- dance@live kanto charismax 2013シーズン 優勝
- dance@live final 準優勝
- B-BOY商店街VOL.43 SOLO 優勝
- BATTLE OF THE YEAR 2013 Japan 優勝
- UK b-boy championship Japan final 優勝 2連覇
- dance@live kanto charismax 2014 シーズン優勝 2連覇
- UK b-boy championship 2013 world final, second place
- BATTLE OF THE YEAR 2013 world final ,best4 & best show
- 2014 WDC 東海予選 優勝
- Red Bull BC ONE NAGOYA CYPHER 優勝
- WDC東海予選2015 優勝
- BATTLE OF THE YEAR 2015 JAPAN 優勝
- BATTLE OF THE YEAR 2015 WOLRD FINAL 優勝
- Freestyle Session 2016 JAPAN 優勝
- BATTLE OF THE YEAR 2016 WOLRD FINAL 優勝（2連覇）

### 出演
- Def Tech 「Marathon」PV出演[1]
- 日本テレビ スタードラフト会議 出演
- 浜名湖競艇ゲスト審査員&CM出演
- 舞台 90’s 出演
- 劇団EXILE 松組 「刀舞鬼」出演
- 三代目 J Soul Brothers 「Welcome to Tokyo 」PV出演
- 三代目 J Soul Brothers 「METROPOLIZ」5大ドームツアー パフォーマーとして出演（振り付けも担当）
- 舞台「TOKYO TRIBE」出演
- ROOKIE USA ファッションショー
- TOMMY HILFIGER Tokyo ICON'S
- 尾崎裕哉&SKYHI 『ハリアッ!!』MV出演[2]
- 中京テレビ SUPER CHAMPLE 出演
- OCEAN TOKYOヘアショーin日本武道館 メイン出演
- Chimera games メイン出演 &『def tech』ライブ ゲスト出演
- ABCマート『adidas』TVCM出演
- AKLO live 出演
- マクドナルド ハワイバージョン TVCM出演
- ウチのガヤがすみません！TV出演[3]
- THE KEBABSの「猿でもできる」MV出演